# المر پاستی
اِلِمِر پاستی (به مجاری: Pászti Elemér) ژیمناست زادهٔ ۲۰ دسامبر ۱۸۸۹ میلادی اهل کشور مجارستان است.